# Phacodes essingtoni
Phacodes essingtoni är en skalbaggsart som först beskrevs av Hope 1841.  Phacodes essingtoni ingår i släktet Phacodes och familjen långhorningar. Inga underarter finns listade i Catalogue of Life.